# حكومة كربلاء (1920)
حكومة كربلاء أو حكومة ثورة العشرين كانت حكومة في الفرات الأوسط تشكلت بعد مؤتمر كربلاء خلال ثورة العشرين، لإدارة المناطق المحررة من القوات البريطانية، وشملت الحكومة ثلاث مجالس، وعدد من الموظفين وتولى السلطة التنفيذية السيد محسن أبو طبيخ.
شمل نفوذ الحكومة كل المناطق المحررة في الفرات الأوسط والتي أُتبعت إلى لواء كربلاء وبالتالي صار متصرف اللواء هو الحاكم الفعلي لتلك الأراضي.
بعد تشكيل الحكومة تبادل الشريف حسين والشيرازي وأبو طبيخ رسائل التهاني والدعم المتبادل، وواصلت الحكومة علاقاتها المتينة بمكة. وبعد انهيارها على إثر هزيمة الهندية ودخول كربلاء وما تلى ذلك من انشقاقات، غادر أبو طبيخ رفقة أعضاءها إلى مكة وأقاموا عند الشريف حسين حيث مهدوا لتتويج فيصل ملكًا على العراق.

## تاريخ
بعد إنطلاق ثورة العشرين وتحرير النجف والكوفة وصولاً إلى الهندية أمر الشيرازي الثوار بطرد الحامية البريطانية من كربلاء وقد تحقق ذلك في 9 دي القعدة من عام 1338هـ وفي صباح اليوم التالي اجتمع رؤساء العشائر ووجهاء النجف وكربلاء في دار المرجع الشيرازي وأقروا تكوين تكوين لواء يعرف باسم «لواء كربلاء» واتبعت إليه بالإضافة إلا كربلاء، النجف والكوفة والشامية وغماس والمشخاب أي معظم المناطق المحرر. كذلك أقر المجتمعون تكوين مجالسٍ ثلاث، هي المجلس العلمي والذي يتولى الإشراف على المجلس الملّي والذي بدوره يمثل السلطة التنفيذية المدنية، على أن يتولى الشيرازي الإشراف على المجلسين وأما السلطة التنفيذية العسكرية فكانت تقاد من مجلس مستقل لا يخضع لإشراف الشيرازي سمي بالمجلس العسكري والذي كان قد تشكل منذ وقت مبكر في 23 شوال من عام 1338هـ.
صادق الشيرازي على أسماء أعضاء المجلسين، بعد فترة قصيرة وأرسل مقرراته إلى المجلس العسكري لتنفيذها.
أختير بعد ذلك محسن أبو طبيخ رئيسًا لما يعرف بـ«الحكم الوطني المؤقت» وتولى كذلك منصب متصرف كربلاء وشرع المجلس الملي بانتخاب نور الياسري قائممقام النجف التابع للواء كربلاء، والذي استقال بعد فترة قصيرة. كذلك أسس المجلس الملي قوة خيالة وقوة شرطة وسلطة مالية.

### العلم العربي العراقي
اختير العلم العربي علمًا للحكم الوطني من قبل الشيرازي بعد أن جاء محمد رضا الشبيبي من سوريا (ربما مبعوثًا من فيصل) وعرض عليه صورة العلم العربي فوافق على اعتمادها وتعليقها في كربلاء.
بعد تشكل المجالس قام علي البازركان بشراء الأقمشة الحريرية اللازمة لصناعة العلم، وذهب بها إلى أحد الخياطين وعلمه كيفية خياطته، ثم أخذ العلم إلى كربلاء.
أصبحت مدينة النجف مصنعًا للأعلام العربية فكان خياطوها يصنعون الأعلام وتوزع على قطاعات الثورة والمدن العراقية والعربية.

### وفاة الشيرازي
توفي محمد تقي الشيرازي في كربلاء يوم الجمعة المصادف 3 ذي الحجة سنة 1338هـ، 17آب/أغسطس 1920م، أي قبل تنصيب أبو طبيخ الذي جاء في 25 آب/أغسطس، ومثلت وفاته صدمة كبيرة للثورة، إلا إن مرجع النجف فتح الله الأصطفهاني تدارك الأمر وتولى إرشاد الثورة من بعده.

### تنصيب أبو طبيخ
بالرغم من تشكل ملامح الحكومة في 9 ذي القعدة إلا إن تنصيب أبو طبيخ كان في 18 ذي الحجة تيمنًا بعيد الغدير المناسبة الإسلامية الشيعية، فتوجه محسن أبو طبيخ إلى كربلاء مشيعًا بالهتافات والأغاريد، واحتشد الناس في شوارع المدينة لاستقباله وألقى الشعراء القصائد، وقدمت الوفود من أنحاء مختلفة من العراق لحضور المناسبة.
من الناحية الأخرى طاف رجال الدين والوجهاء بعلم الثورة العربية على المراقد المقدسة في النجف وكربلاء، وعلق العلم في شباك ضريح الإمام علي بن أبي طالب والحسين للتبرك ثم أخذ العلم إلى السراي الحكومي في كربلاء حيث ينتظر أبو طبيخ، وقام برفع العلم على سارية القشلة معلنًا بداية ما سماه «الحكم الوطني».

## التشكيلات الحكومية

### المجلس العلمي
كان المجلس بمثابة السلطة التشريعية وتألف من خمسة رجال دين إختارهم الشيرازي وكانت مهام المجلس:
- بث الدعوى بين طبقات الناس في المدن والعشائر بلزوم الاشتراك في الثورة وتوسيع نطاق العمل فيها.
- توجيه الارشادات فيما يخص الثورة.
- الاشراف أعمال المجالس الأخرى.

وأعضاء المجلس في عهد الشيرازي:
| الاسم                           | المنصب      |
| ------------------------------- | ----------- |
| محمد تقي الشيرازي               | الرئيس      |
| عبد الحسين بن محمد تقي الشيرازي | ممثل الرئيس |
| محمد علي هبة الدين الشهرستاني   | عضو         |
| أبو القاسم الكاشاني             | عضو         |
| ميرزا أحمد الخراساني            | عضو         |
| السيد حسين القزويني             | عضو         |

انتقل المجلس إلى النجف بعد وفاة المرجع الشيرازي وتولى الأصفهاني الإرشاد الديني للثورة وكان أعضاء المجلس: 
| الاسم                | المنصب |
| -------------------- | ------ |
| فتح الله الأصفهاني   | الرئيس |
| عبد الكريم الجزائري  | عضو    |
| جواد الجواهري        | عضو    |
| مهدي الملا كاظم      | عضو    |
| موسى تقي زاير        | عضو    |
| إسحق حبيب الله       | عضو    |
| مشكور الحولاوي       | عضو    |
| علي الحلي            | عضو    |
| عبد الرضا الشيخ راضي | عضو    |
| عبد المحسن شلاش      | عضو    |
| محمد علي بحر العلوم  | عضو    |
| محمد رضا الصافي      | عضو    |
| علي السيد حسن        | عضو    |
| علي المانع           | عضو    |

### المجلس الملّي
وسمي كذلك بالمجلس الوطني، وكان بمثابة سلطة تنفيذية وكانت مهامه:
- ترشيح الموظفين وجباية الضرائب والرسوم وتوزيعها للصرف حسبما يقتضي.
- تنظيم المستشفيات والصحة العامة.
- تشكيل قوة من الشرطة وحسم الدعاوى.
- تأمين الطرق القريبة من كربلاء والقيام بواجب الادارة على الوجه المطلوب.

وأعضاء المجلس هم:
| الاسم                | المنصب        |
| -------------------- | ------------- |
| محمد أبو المحاسن     | رئيس المجلس   |
| خليل عزمي            | سكرتير المجلس |
| عبد الرزاق افندي     | كاتب المجلس   |
| عبد الوهاب آل الوهاب | عضو           |
| أحمد الوهاب          | عضو           |
| محمد حسن رضاخان      | عضو           |
| عبد الحسين الدده     | عضو           |
| ابراهيم الشهرستاني   | عضو           |
| محمد علي ثابت        | عضو           |
| حسن نصر الله         | عضو           |
| عبد النبي عواد       | عضو           |
| هادي الحسون          | عضو           |
| عبد على الحميري      | عضو           |
| الحاج عبدا بوهر      | عضو           |
| علوان الجار الله     | عضو           |
| على المحمد المنكوش   | عضو           |
| عزيز علوان الزنكي    | عضو           |
| محمد الحاج حسن شهيب  | عضو           |
| مهدي السامرائي       | المحاسب       |
| محمد علي أبو الحب    | أمين الصندوق  |

### المجلس الحربي
كان مجلسًا مستقلًا ينظم أموره بنفسه، يرسل إليه الشيرازي مقررات المجالس الأخرى بعد تصديقها، وكانت مهامه:
- تنظيم الخطط الحربية
- سوق جيوش الثوار وتنظيمها
- تعيين قواد الحملات في الهجوم والدفاع

وأعضاءه:
| الاسم                | المنصب |
| -------------------- | ------ |
| علوان عباس الياسري   | عضو    |
| عبد الواحد الحاج سكر | عضو    |
| عمران الحاج سعدون    | عضو    |
| مجبل آل فرعون        | عضو    |
| عبادي الحسين         | عضو    |
| سماوي الجلوب         | عضو    |
| شعلان الجبر          | عضو    |
| رايح العطية          | عضو    |

## التشكيلات الإدارية في قضاء كربلاء

### المالية
تأسس مجلس تمويل يتبع السلطة التنفيذية لتوزيع الرواتب على المقاتلين ورفد الفقراء والمحتاجين وأعضاءه:
- عيسى البزاز
- محمد رضا فتح الله
- حيدر القصاب
- الحاج قندى

### الشرطة
عَيَن المجلس سمرمد آل هتيمي أحد رؤساء آل مسعود آمراً للشرطة الخيالة براتب شهري قدره 100 روبية. عُيِن عبد الرحمن عواد أمراً لشرطة المشاة براتب 100 روبية.
وعين حراساً وموظفين للبلدية وجباة وكتابًا كما يستوجب الأمر.

## التشكيلات الإدارية في قضاء النجف
تشكلت لجنة من وجهاء النجف ورأت هذه اللجة تشكيل مجلسين أحدهما تشريعي والأخر تنفيذي وكما في كربلاء فالمجلسين يخضعان لإشراف المجلس العلمي، وعلى عكس كربلاء قرر المجتمعون أن يجري اختيار الأعضاء بالانتخاب المباشر ويسمى المجلس التنفيذي بالمجلس البلدي ويكون عدد أعضاء المجلس ثمان أعضاء.

### انتخابات المجلس التنفيذي
جرت الانتخابات في يوم 25 آب/أغسطس 1920 ونصبت صناديق الاقتراع في أحياء النجف وفي اليوم التالي فتحت الصناديق وأعلنت النتائج.
فكان أعضاء المجلس المنتخبون:
| الاسم           | المنصب |
| --------------- | ------ |
| سعيد كمال الدين | عضو    |
| ضياء الخرسان    | عضو    |
| عباس النقيب     | عضو    |
| علوان الخرساني  | عضو    |
| عبد الجليل ناجي | عضو    |
| محمد جواد عجينة | عضو    |
| حمود شبيل       | عضو    |
| عباس شمسه       | عضو    |

وكانت واجبات المجلس:
- انيطت بالمجلس البلدي أمور تتعلق بشؤون بلدية النجف.
- جمع الرسوم والضرائب وتنظيم شؤون الصحة، ولذلك الغرض أنشأ حرساً خاصاً للأمن، ومراقبين صحيين للنظافة، وموظفين ماليين للجباية.

اختار المجلس عبد الرزاق شمسه مديرًا للبلدية عبد المحسن شلاش ناظرًا للمالية، جواهر صاحب الجواهر رئيسًا لمجلس الإدارة. ومهدي السيد سلمان رئيسًا للقوة الإجرائية.
وقد نحجت الحكومة المحلية بمنع انزلاق النجف للفوضى وأشعر الأهالي بالأمان وأضاء المدينة وفرض الأحكام الصحية.

### مجلس القوة الإجرائية
هي لجنة أمنية مهامها الإشراف على أجهزة الشرطة المحلية وأعضاءها:
| الاسم                | المنصب |
| -------------------- | ------ |
| مهدي السيد سلمان     | رئيس   |
| كردي آل عطية أبو كلل | عضو    |
| حسين آل ظاهر         | عضو    |
| علي جريو             | عضو    |
| عبد الله الشمرتي     | عضو    |
| غيدان عدوه           | عضو    |
| حسون شربه            | عضو    |
| محمد البرشاوي        | عضو    |

أسس المجلس في جلسته الثانية قوة محلية تدعى «الحرس الوطني» مهمتها حفظ الأمن في المدنية.

## انهيار الحكومة
لم يدم مكوث أبو طبيخ في العاصمة كربلاء إلا أقل من شهر قبل وقوع أحداث كارثية أدت إلى انهيار الحكومة وهزيمة ثورة العشرين، تمثلت هذه الأحداث بالانشقاقات المتكررة وانعدام وحدة الرأي، وتلتها كارثة سقوط الهندية وتسليم وجهاء كربلاء المدينة بلا قتال.

### كارثة الهندية
تمثل مدينة الهندية مدخلًا لكربلاء وطريقًا رئيسًا لها، وكانت إحدى العشائر التي تحرس القصبة مدخل الهندية يعتقد أبو طبيخ إن هذه العشيرة خانت الثورة، أما مزهر الفرعون فيعتقد إن أفراد هذه العشيرة كانوا حديثي العهد بالقتال وارتعبوا من منظر الطائرات التي تحصد الأرواح من فوق السحاب فانسحبوا، تاركين عبد الواحد ال حجي سكر وحيدًا في الهندية فاقتتل مع الإنجليز قتالاً شديدًا خسر فيه العديد من أفراد عشيرته وأقاربه، ولكن سقوط المدينة كان حتمًا أمام الآلة العسكرية البريطانية الجبارة.

### استسلام كربلاء
بعد سقوط الهندية دب الهلع في كربلاء، المدينة الكبيرة العامرة بالسكان، فأي مواجهات عسكرية فيها قد تعني حصول مجزرة ونظرًا لقدسية المدينة قرر مجلس وجهاء كربلاء التفاوض فأرسل وفدًا إلى وصل الهندية في 17 تشرين الأول/ أكتوبر 1920 وقابل الجنرال ساندرند واصطحبهم الجنرال إلى بغداد لمقابلة السير بيرسي كوكس حيث وافق الوجهاء على شروط الاستسلام والتي شمل تسليم أركان نظام أبو طبيخ بالإضافة إلى نزع السلاح ودفع تعويضات الحرب.
أما أبو طبيخ فقد واصل القتال في الكوفة ثم النجف حتى وصل إلى أبو صخير.
| ”                             | حاولنا في هذه المعركة عبثًا إيقاف تقدم الجيش الإنكليزي وصده ولكن تفوقه العسكري كان واضحاً وتبين لنا أن بقاءنا أمامه يعني الابادة الأكيدة لأبناء العشائر البررة. فأصدرت أمري بالانسحاب تحت جنح الظلام فجراً وقبل أن ينبلج النهار وتفرقت الجموع المقاتلة تخلصاً من رمي الطائرات، وتوجهت أنا مع قوة صغيرة إلى أبو صخير. | “ |
| —محسن أبو طبيخ، مذكراته، ص162 | |   |

### أوامر القبض
أصدرت بريطانيا أوامر قبض بحق أركان نظام أبو طبيخ وإنذار بتسليمهم خلال 24 وكان هؤلاء:
- محسن أبو طبيخ
- مرزوك العواد
- عمران الحاج سعدون
- علوان الحاج سعدون
- سماوي الجلوب
- هبة الدين الحسيني
- أبو القاسم الكاشاني
- محمد الكشميري
- حسين القزويني
- أحمد الخراساني
- محمد الخالصي
- عبد الجليل العواد
- عبد الرحمن العواد
- طليفح الحسون
- رشيد المسرهد
- حسين الدده
- عبد الوهاب آل طعمة
- محمد حسن أبو المحاسن

قبض على بعض القادة وبعضهم استسلم تحت التهديد ولكن أبو طبيخ ومن معه رفضوا الاستسلام وقرروا الهجرة إلى الحجاز وكان مع أبو طبيخ في القافلة السيد نور الياسري والسيد علوان الياسري والسيد هادي مكوطر والحاج رايح العطية وشيخ العوابد الحاج مرزوق العواد، ثم التحق معهم في وادي الرحاب بالبادية شعلان الجبر والأخوان علوان الحاج سعدون وعمران الحاج سعدون ثم محمد جعفر أبو التمن ومحمود رامز ثم مهدي الفاضل.
هدم الإنجليز دور الزعماء الذي غادروا البلاد برفقة أبو طبيخ.
وفي طريق حائل وصلت رسل الميجر نوربيري إلى الزعماء بالعودة إلى العراق مقابل الأمان، فأجمع الزعماء على الرفض معتاظين بمصير عبد الواحد ال حجي سكر الذي أمنه الإنجليز ثم اعتقلوه، إلا إن عمران الحاج سعدون وافق على العودة خوفًا على عشيرته. أقام الزعماء في إمارة حائل أربعين يومًا ثم غادروا إلى المدينة المنورة بدعوة من الشريف حسين، وفي المدينة قرر علوان الحاج سعدون العودة إلى العراق وحدث ما كان متوقعًا إذ غدر الإنجليز وأعتقلوه مع أخيه عمران.

### في المدينة ومكة
دخل الزعماء العراقيون المدينة المنورة دخول الفاتحين وأطلقت المدافع 21 طلقة لاستقبالهم، واحتشد الأهالي بالهتاف لهم ووصفوا بـ«فخر العرب».
التقوا بالأمير علي، والذي خصص لكل واحد منهم بيتًا خاصًا ووفر لهم وسائل الراحة ثم ارتحلوا إلى مكة لمقابلة الشريف حسين وفي الطريق قابلهم قطاع الطرق وكادوا يقضون على حياتهم ولكن وافقوا على فدائهم بالمال. وصل الوفد إلى مكة واستقبلوا مثل استقبالهم في مدينة الرسول، واستضافهم الشريف وخصص لهم كل ما يحتاجون من وسائل الراحة.
في الاجتماع مع الشريف تناقشوا حول مستقبل العراق جرى الاتفاق على تولي فيصل العرش، وقد رد عليهم الشريف بعد أن شهد حماسهم:
| ”                             | صوموا شهر رمضان عندنا ويوم ثالث العيد خذوا مليككم واذهبوا سالمين إلى بلادكم. | “ |
| —محسن أبو طبيخ، مذكراته، ص211 |                                                                              |   |

### فهرس المراجع
1. ↑  آل طعمة (2000)، ص. 124.
2. ↑  الجبوري (2009)، ص. 408.
3. ↑  كوتلوف (1971)، ص. 227.
4. ↑  تراث الجنوب (2025).
5. 1 2 3 4 5 6  آل فرعون، ص. 247.
6. ↑  الوردي، ص. 342.
7. ↑  Jones (2018)، ص. 52.
8. 1 2 3 4 5  آل فرعون، ص. 248.
9. ↑  آل طعمة (2000)، ص. 184.
10. ↑  آل طعمة (2000)، ص. 69.
11. 1 2 3 4 5 6 7 8  حمادي (2022)، ص. 139–151.
12. ↑  Jones (2018)، ص. 79.
13. 1 2  أبو طبيخ، ص. 156-159.
14. ↑  الوردي، ص. 322.
15. ↑  الجبوري (1972)، ص. 145.
16. 1 2  أبو طبيخ، ص. 161.
17. ↑  آل فرعون، ص. 277.
18. 1 2  آل طعمة (2000)، ص. 71-72.
19. ↑  أبو طبيخ، ص. 163.
20. 1 2 3  أبو طبيخ، ص. 205-209.

### معلومات المراجع المُفصَّلة
الكتب
- الجبوري، كامل سلمان (2009). وثائق الثورة العراقية الكبرى ومقدماتها ونتائجها، 1914-1923. دار المؤرخ العربي.{{استشهاد بكتاب}}:  صيانة الاستشهاد: ref duplicates default (link)
- الجبوري، كامل سلمان (1972). الكوفة في ثورة العشرين. مطبعة الاداب.{{استشهاد بكتاب}}:  صيانة الاستشهاد: ref duplicates default (link)
- كوتلوف، ‏ن، ل (1971). ‏ثورة العشرين الوطنية التحررية في العراق‏. ‏دار الحرية للطباعة.{{استشهاد بكتاب}}:  صيانة الاستشهاد: ref duplicates default (link)
- فريق مزهر آل فرعون (1952)، الحقائق الناصعة في الثورة العراقية سنة 1920، QID:Q131858905
- محسن أبو طبيخ (1999)، مذكرات السيد محسن أبو طبيخ 1910-1960، خمسون عاماً من تاريخ العراق السياسي الحديث، QID:Q131858999
- علي الوردي (1970)، لمحات اجتماعية من تاريخ العراق الحديث، QID:Q12237414
- آل طعمة، هادي سلمان (2000). كربلاء في ثورة العشرين. بيسان.{{استشهاد بكتاب}}:  صيانة الاستشهاد: ref duplicates default (link)

دوريات محكمة
- Jones، Scott (1 مارس 2018). "Occupation and resistance in southern Iraq: a study of Great Britain's civil administration in the Middle Euphrates and the Great Rebellion, 1917-1920". College of Liberal Arts & Social Sciences Theses and Dissertations. مؤرشف من الأصل في 2024-10-09.{{استشهاد بدورية محكمة}}:  صيانة الاستشهاد: ref duplicates default (link)
- حمادي، علي عبد (1 مايو 2022). "الحكومة المحلية المؤقتة في مدينة النجف الأشرف آبان ثورة العشرين". Journal of the College of Education (JCE). ج. 1 ع. 47: 139–151. DOI:10.31185/eduj.Vol47.Iss1.2902. ISSN:2518-5586. مؤرشف من الأصل في 2025-07-29.{{استشهاد بدورية محكمة}}:  صيانة الاستشهاد: ref duplicates default (link)

مواقع ويب
- شبكة المعارف الإسلامية. "السيد محسن أبو طبيخ في الشاميّة  شخصيات مركز تراث الجنوب". mk.iq. اطلع عليه بتاريخ 2025-08-10.